# Chaetophilharmostes chevalieri
Chaetophilharmostes chevalieri là một loài bọ cánh cứng trong họ Hybosoridae. Loài này được Paulian miêu tả khoa học năm 1937.